# Segunda República polaca
La Segunda República polaca (conocida en polaco como: II Rzeczpospolita, tdl. ‘Segunda República’) es el nombre histórico de la República de Polonia que existió entre 1918 y 1939, durante el periodo de entreguerras. La República tenía fronteras con Alemania, Checoslovaquia, Rumania, Letonia, Lituania y la Unión Soviética.
Con la firma del Armisticio de Compiègne, el gobernador Von Beseler cedió el poder al general polaco Józef Piłsudski el 11 de noviembre de 1918. Esta transferencia de poder significó el establecimiento del primer estado polaco independiente en más de doce décadas denominado Regencia de Polonia o Reino de Polonia.
La Segunda República polaca dejó de existir tras el inicio de la Segunda Guerra Mundial el 1 de septiembre de 1939, cuando Alemania invadió Polonia. El 17 de septiembre, la Unión Soviética, siguiendo el protocolo adicional secreto con Alemania que acompañaba el Pacto Mólotov-Ribbentrop, invadió Polonia desde el este, convirtiendo las defensas polacas en un caos mediante la apertura de un segundo frente. La defensa polaca no aguantaría la lucha en dos frentes a la vez. Un día más tarde, tanto el presidente polaco como el comandante en jefe huyeron a Rumanía. El 1 de octubre, después de un mes de asedio a Varsovia, las fuerzas enemigas entraron en la ciudad. Las últimas unidades polacas se rindieron el 6 de octubre de 1939.
Durante la ocupación de Polonia se mantuvo el Gobierno de Polonia en el exilio.

## Formación del gobierno
Tras el hundimiento de las Potencias Centrales surgieron diversos centros de poder que pugnaban por hacerse con el control del gobierno del nuevo Estado polaco y ser reconocidos como tales por los vencedores de la guerra.
Por un lado, se encontraba el Comité Nacional Polaco (KNP), formado por miembros del conservador Partido Nacional Democrático con Roman Dmowski a la cabeza. Con sede en París, contaba con ciertas simpatías de los aliados (sobre todo de Francia), por haberse puesto del lado de la Entente desde el comienzo del conflicto. Aunque no había logrado ser reconocido como el gobierno legítimo en el exilio, ante todo por su acentuado antisemitismo y sus pretensiones territoriales, consideradas por parte de los aliados como desmesuradas, contaba con su cercanía a los vencedores y con el control de las tropas polacas en el frente occidental, unos 70.000 hombres. Su contacto con los territorios polacos era escaso, debido a la ocupación.
En Polonia se encontraba, por un lado, el Consejo de Regencia, formado por tres personas, entre ellas el arzobispo de Varsovia Aleksander Kakowski y el alcalde de la misma ciudad, el príncipe Zdzisław Lubomirski, los cuales estaban subordinados desde la creación del consejo a las Potencias Centrales. Su posición era precaria al haber dependido de los países ahora derrotados. Contaba, sin embargo, con el embrión de la futura administración y con ciertas tropas, unos 6000 hombres, aunque su control sobre el país era muy precario y no se extendía mucho más allá de la futura capital y ciertas áreas de la antigua zona rusa. Su postura política, muy conservadora, defendía un Estado monárquico constitucional, a imagen del prusiano. Por otro, las organizaciones de centroizquierda formaron el gobierno de Lublin, en el sur de país liberado de la ocupación austrohúngara por las fuerzas paramilitares de la Organización Militar Polaca, formadas por Józef Piłsudski. El futuro mariscal Rydz-Śmigły era el comandante de esta formación y el gobierno estaba dirigido por el socialista Ignacy Daszyński. En Cracovia, la Comisión Polaca de Liquidación, controlada por los partidos agrarios, tampoco reconocía al Consejo de Regencia al considerarlo excesivamente conservador.
El bloqueo se rompió al ser liberado de prisión el 10 de noviembre de 1918 Józef Piłsudski. De regreso en Varsovia llegado de la prisión de Magdeburgo, Piłsudski contaba con un gran prestigio en el país. Ese mismo día, mientras se procedía al desarme de las tropas alemanas, que recibieron de Piłsudski un salvoconducto para regresar a su país, el Consejo de Regencia se reunía con él y acordaba traspasarle su autoridad, disolviéndose. El 19 el gobierno de Lublin y la Comisión de Cracovia deciden someterse al gobierno de Piłsudski y éste encarga a Daszyński la formación de un nuevo gobierno, quedando él como jefe de Estado hasta la formación de un parlamento. Sus intentos para llegar a un acuerdo con el KNP en París, sin embargo, fracasan hasta que éste reconoce su incapacidad para ser reconocido como gobierno. Entonces, en enero de 1919, se alcanza el acuerdo: el KNP es nombrado representante oficial polaco ante los aliados en París y Paderewski, moderado representante de los nacional-demócratas, es nombrado primer ministro, consiguiéndose así unificar finalmente los distintos centros de poder aparecidos tras la derrota de las Potencias Centrales.

## La situación del país
La situación económica del nuevo país era muy delicada. Por un lado, la devastación de la guerra, especialmente intensa en la antigua zona rusa y Galitzia, se unía a un notable desequilibrio en el desarrollo de las diversas regiones: mientras la industria se concentraba en el antiguo noroeste prusiano, Alta Silesia y los alrededores de Varsovia, la región oriental y la antigua zona austriaca eran abrumadoramente rurales y mucho más pobres.
Las comunicaciones entre las distintas regiones era escasa, ya que las potencias que se habían repartido la antigua confederación habían privilegiado las comunicaciones con la metrópoli: Galitzia contaba con ocho líneas férreas que la conectaban con el resto del Imperio austrohúngaro, mientras que solo dos la unían con el resto de los territorios polacos. Igual situación ocurría en centros urbanos como Poznán o Lódz (antes regidos por el Imperio alemán), conectados con una sola vía férrea con Varsovia mientras disfrutaban de conexiones ferroviarias directas con ciudades alemanas como Berlín, Danzig, Stettin, Breslavia o Königsberg.
La diversidad en legislación, divisa, fiscalidad y funcionamiento de las empresas era enorme. Existían en enero de 1919 un total de 9 sistemas legislativos en uso en la nueva nación y 5 tipos de moneda diferentes, tanto las creadas por el gobierno polaco como por las heredadas de Austria, Alemania y Rusia, más las generadas como resultado de la Primera Guerra Mundial. Las tareas de reconstrucción y unificación del país eran ingentes y, junto con la guerra con los soviéticos, requerían una gran cantidad de ingresos al Estado, que no disponía de ellos, dado que la recaudación de impuestos era escasa y caótica. Esta situación generó una gran inflación casi desde la misma declaración de independencia, dado que el Estado cubrió las necesidades de capital poniendo moneda en circulación. Solo hacia 1923-1924 se alcanzó una cierta estabilidad de la hacienda polaca y se logró la unificación fiscal de todos los territorios del país.
A la vez, existía el peligro de revueltas sociales, que fueron evitadas gracias a la promulgación de una legislación social avanzada, aunque a veces no era respetada por completo. Una importante preocupación del nuevo gobierno (a diferencia de lo sucedido en la época de la República de las Dos Naciones) era satisfacer las necesidades de las clases pobres, aunque con un espíritu paternalista más ansioso de prevenir conflictos y malestar social, que de implantar un igualitarismo democrático.
La unificación de las regiones en todos los aspectos (administrativo, fiscal, de comunicaciones, etc.) se logró solo en parte hacia mediados de los años veinte, y en algunas áreas no se asentó hasta bien entrados los años 30: el impuesto sobre la tierra solo se uniformizó en 1936. Al mismo tiempo, la economía empezó a modernizarse a partir de mediados de la década de 1920 gracias a una serie de reformas económicas que privilegiaron una moneda fuerte y un aumento del intercambio comercial con el resto de Europa en vez de apoyar una autarquía económica; si bien esta política favoreció el crecimiento económico de Polonia, la hizo más vulnerable a factores externos. 
Al mismo tiempo, en respuesta a la represión cultural y rusificación sufrida antes de 1918, el gobierno polaco impulsó desde 1926 una serie de masivos planes de alfabetización tanto en zonas rurales como urbanas, con el fin de implantar la instrucción general en idioma polaco, promoviendo la lengua y cultura polacas como factor de cohesión nacional entre los habitantes de las tres áreas antes dominadas por imperios diferentes. Esta política fue no obstante resistida por los habitantes ucranianos y rusinos (muy numerosos en las zonas rurales de las provincias orientales), que acusaban al gobierno de Varsovia de promover una polonización forzosa de su minoría étnica como herramienta de discriminación y control político.

## Historia

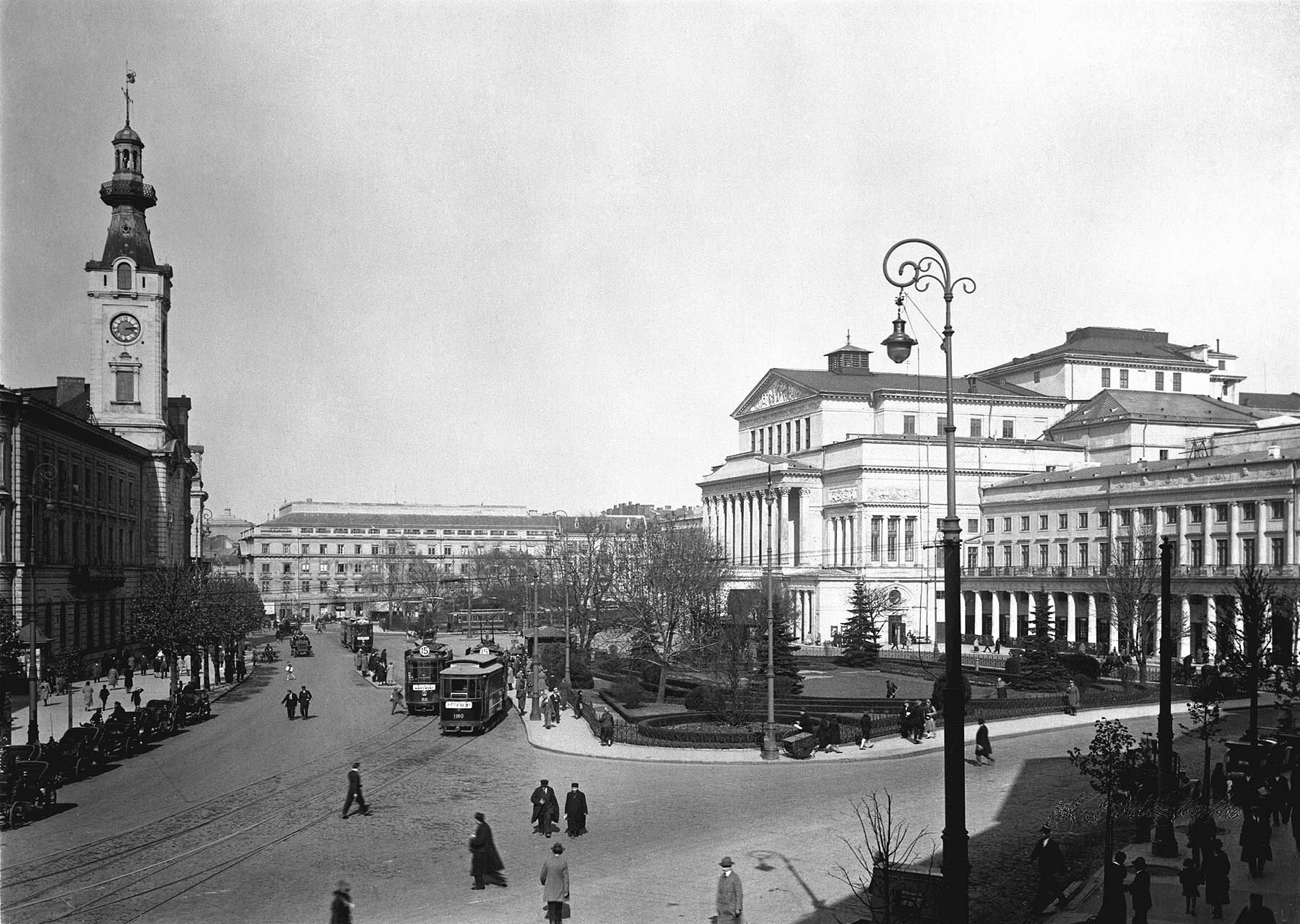
Varsovia, Plaza Teatralny en 1925

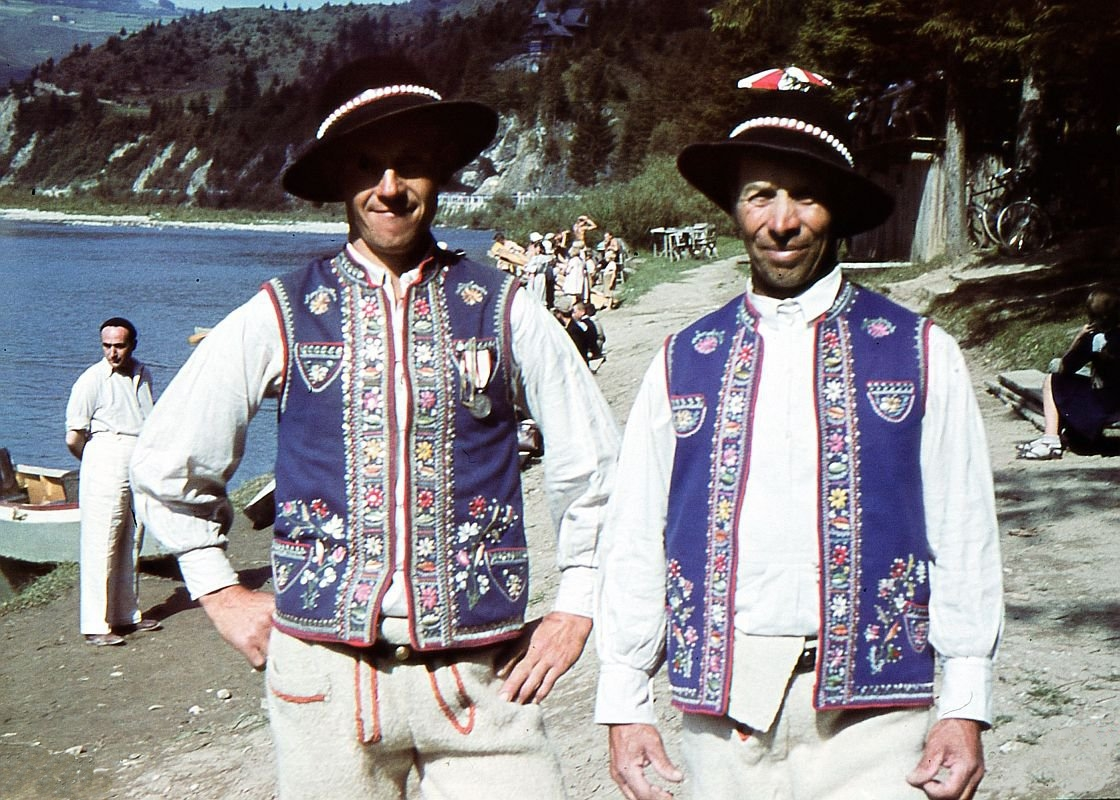
La localidad de Szczawnica en el Voivodato de Pequeña Polonia, 1939

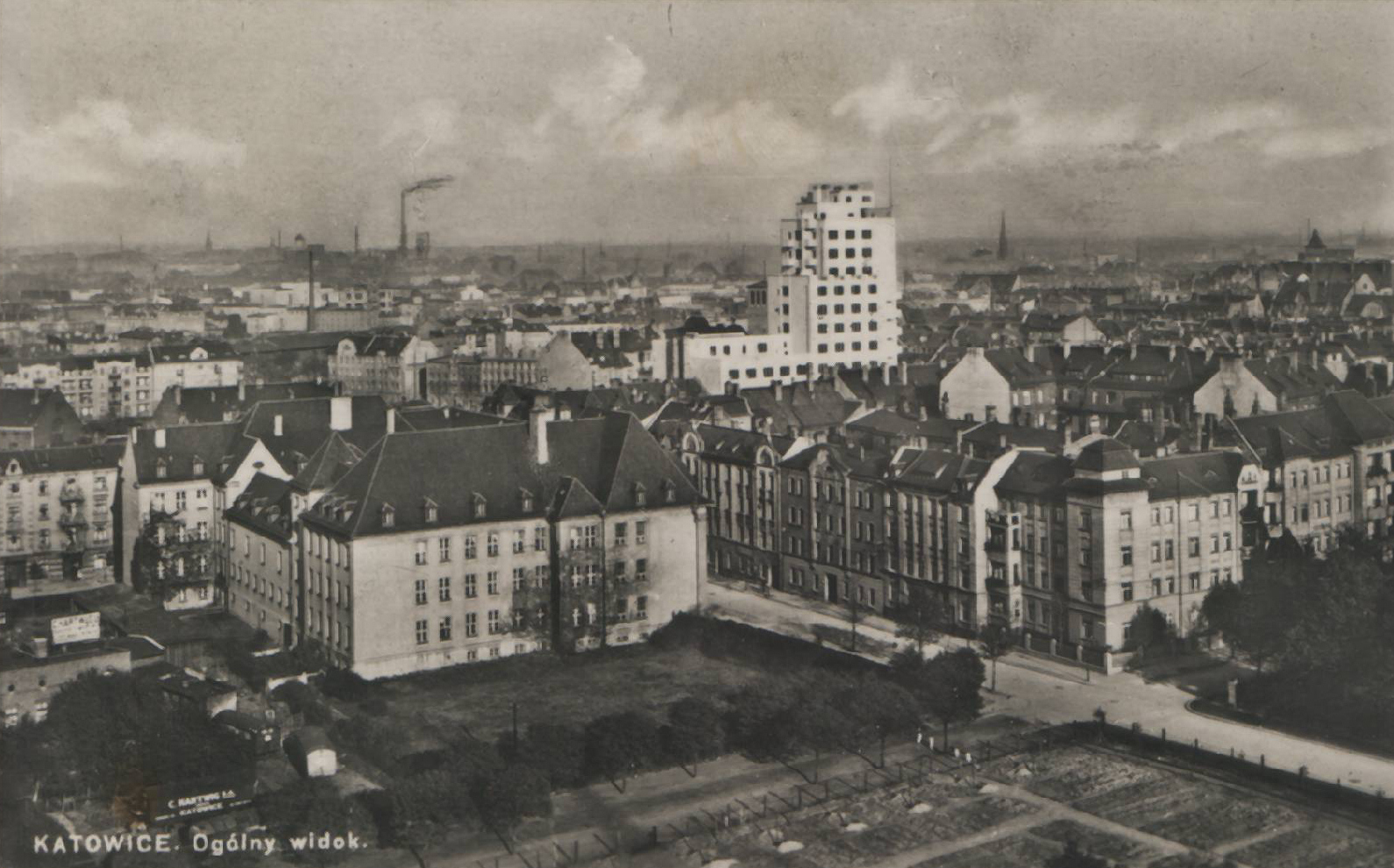
Vista de Katowice a inicios de la década de 1930

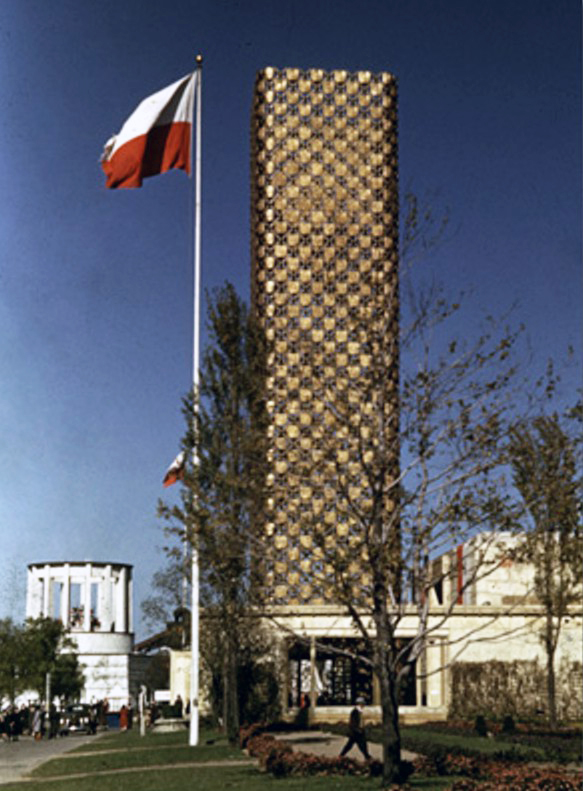
Pabellón polaco en la ciudad de Nueva York, 1939

Al finalizar la I Guerra Mundial, Francia y el Reino Unido decidieron restablecer el Estado polaco, desaparecido desde finales del siglo XVIII. Se decidió entregarle tierras del Imperio alemán y de Rusia que había perdido en el Tratado de Brest-Litovsk, así como territorios del desmembrado Imperio austrohúngaro. Después de anexar la región de Galitzia oriental de la República Nacional de Ucrania Occidental, logró expandirse más hacia el este en la guerra Polaco-Soviética a expensas de la extinta República Popular de Ucrania. De esta manera, para 1921, Polonia tenía una extensión de 388.634 km², convirtiéndose en el sexto país más grande de Europa, contando con 27.2 millones de habitantes en ese año.
No obstante, el país distaba de ser una entidad nacional homogénea, ya que contaba con una cantidad apreciable de minorías, siendo las más importantes los eslavos no polacos (ucranianos y bielorrusos) que sumaban el 16% de la población. Otras minorías importantes eran los judíos (10%) y los alemanes (2%).
Polonia tenía el serio problema de mantener pleitos limítrofes y políticos con casi todos sus vecinos territoriales. Con Alemania subsistía una sorda hostilidad por la anexión polaca de la Alta Silesia (valiosa zona industrial dotada de una importante minoría alemana) y la existencia de especiales derechos territoriales polacos sobre la ciudad de Danzig. De igual modo persistía el pleito de Polonia con Lituania por la ciudad de Vilna, ocupada por tropas polacas en 1920 y poblada mayormente por polacos pero que los nacionalistas lituanos reclamaban como capital histórica de su país (Vilnius y toda la región de Vilnius estaban habitadas abrumadoramente por polacos y antes de 1795 la región estaba bajo influencia polaca)
Con la República de Checoslovaquia existían tensiones tras un breve conflicto armado en enero de 1919 por la región de Cieszyn, enclave polaco en territorio checoslovaco, rico en minas de carbón y con un estratégico ferrocarril hacia el este de Eslovaquia, y cuyo control resultaba vital para el gobierno de Praga; las relaciones entre los gobiernos de Praga y Varsovia mejoraron lentamente con el paso de los años pero sin llegar al extremo de una alianza efectiva. Respecto a la URSS continuaban las relaciones tensas desde la guerra de 1920-1921, manteniendo la mutua frontera muy vigilada y casi cerrada. Prácticamente el único país limítrofe con el cual Polonia no había tenido malas relaciones era Rumania, con quien existía una pequeña frontera en el extremo suroriental de Polonia.
Rodeada de países hostiles, Polonia buscó siempre el apoyo de Gran Bretaña y de Francia a nivel internacional, y firmó acuerdos de no agresión con sus vecinos más amenazantes: la Unión Soviética (en 1932) y Alemania (en 1934), tratando en vano de apaciguarlos. Al final, ambos tratados serían papel mojado, ya que ninguno de sus vecinos los respetaría.
Internamente, el país se organizó en torno al carisma del mariscal Józef Piłsudski, héroe y líder de la Guerra Polaco-Soviética que aseguró la independencia del país. Para tal fin, Piłsudski logró que militares partidarios suyos dieran un golpe de Estado en 1926 e instaurasen un régimen "apolítico" conocido como Sanacja (o "sanación" en polaco) destinado a asegurar estabilidad al país sin partidos políticos ni liberalismo, estableciendo una dictadura nacionalista y conservadora como método para salvaguardar la independencia nacional y desarrollar la economía nacional en un ambiente estable, libre de las pugnas entre partidos políticos. Dicho régimen duró desde 1926 hasta 1939, aun cuando el propio mariscal Piłsudski falleció en mayo de 1935.
Finalmente, la llegada de Hitler al poder en Alemania condenaría a Polonia, puesto que, insatisfecho por la salida al mar que Polonia había recibido en el Tratado de Versalles a expensas de Alemania, Hitler decidió invadirla el 1 de septiembre de 1939, apoyada militarmente por la Unión Soviética y Eslovaquia. Siendo consecuencia de la firma, el 23 de agosto, del Pacto Ribbentrop-Mólotov dicha invasión dio comienzo a la Segunda Guerra Mundial. Los aliados franceses y británicos de Polonia no enviaron ayuda militar alguna, ya que no estaban preparados para la guerra. El otro potencial aliado importante de Polonia, Checoslovaquia, había sido desmembrado meses antes a consecuencia de los Acuerdos de Múnich, con la colaboración indirecta de la propia Polonia. El 17 de septiembre, la Unión Soviética, siguiendo el protocolo adicional secreto del Pacto Mólotov-Ribbentrop, invadió Polonia desde el este. De esta manera, la Segunda República polaca desapareció al no poder reaccionar su ejército a las innovadoras tácticas militares alemanas seguidas de la  inmediata intervención del Ejército Rojo en cumplimiento del citado pacto.

Mapas de Polonia (1918-1939)
Segunda República polaca, 1938.
Las lenguas de Polonia, hacia 1931. //Editar lituanos
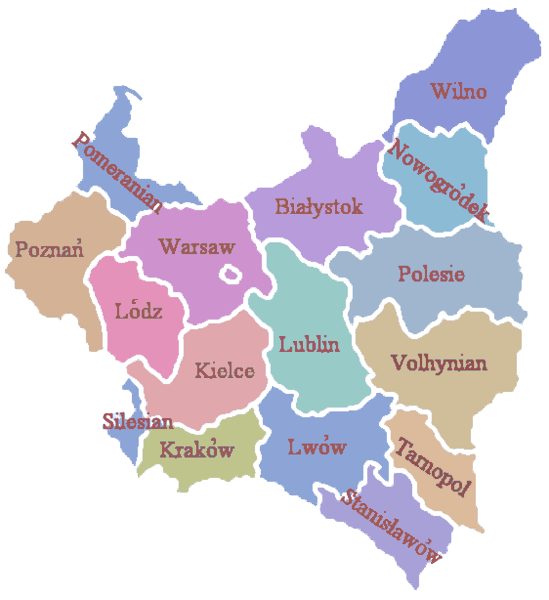
Voivodatos polacos en 1939.

## Economía

### La crisis económica de los años treinta
Polonia se vio afectada por la Gran Depresión de la década de 1930, en tanto era un país cuya economía dependía fuertemente de la exportación de productos agrícolas. Al reducirse los volúmenes de comercio internacional, los clientes agrícolas tradicionales de Polonia (mayormente en Europa Occidental) redujeron drásticamente sus compras y causaron una seria disminución de rentas en el gobierno polaco. La industria polaca estaba comparativamente menos desarrollada y concentrada en las zonas de Varsovia y Alta Silesia (cerca de Cracovia), pero la disminución de importaciones de manufacturas forzó a las industrias polacas a diversificarse para atender una nueva demanda interna que no podía pagar los precios impuestos en el extranjero.